# George Konrote

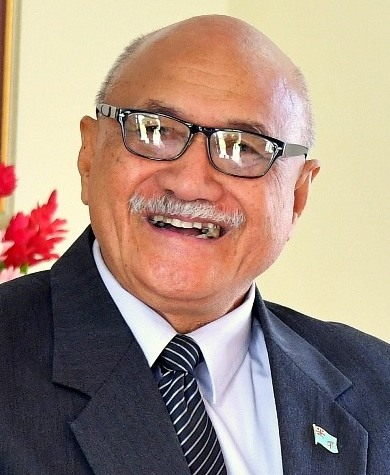
George Konrote

George Konrote, auch Jioji Konousi Konrote (* 26. Dezember 1947 in Rotuma), ist ein Politiker aus Fidschi.

## Leben
Konrote studierte während seiner militärischen Ausbildung am Australian Defence College. Von 2001 bis 2006 war er als Hochkommissar für Fidschi in Australien tätig. Er war als Nachfolger von Epeli Nailatikau von 2015 bis 2021 Präsident von Fidschi. Er gehört der Partei FijiFirst an. Konrote ist mit Sarote Faga Konrote verheiratet und hat zwei Kinder. Er ist der erste Präsident Fidschis, der nicht der Volksgruppe der iTaukei (indigene Fidschianer) angehört.